# NiNa
NiNa（ニナ）は、元四人囃子の佐久間正英と元プラスチックスの島武実を中心に、ボーカルにJUDY AND MARYのYUKIとB-52'sのケイト・ピアソンを迎えて1999年に結成したバンド。
名前の由来は、YUKIが27歳の時に結成されたため（2=に、7=な）。命名はYUKIである。

## 概要
the B-52'sのケイト・ピアソン、JUDY AND MARYのYUKI、元プラスチックスの佐久間正英と島武実からなるスーパーグループ。楽曲はKateとYUKIのツインボーカルによる英語詞のポップなナンバーで、プロデューサーにはメンバーの佐久間正英に加えてエンジニアのトム・デュラックを迎えた共同プロデュース。レコーディングメンバーにはスティーブン・ウルフ、元JAPANのミック・カーンが参加。 
プラスチックス時代のアメリカ・ツアー中にB-52'sのメンバーと親交を深めた佐久間正英は、そのメンバーだったケイト・ピアソンといつか一緒に音楽活動をやりたいと思っていた。そこで連絡を取ってみたところOKが出たため、元プラスチックスの島武実とともに活動することが決まった。ちょうどそのタイミングで佐久間がプロデュースするJUDY AND MARYが活動休止になったため、佐久間の誘いでそのボーカルだったYUKIも加わることになった。曲作りを始めてシングル「Happy Tomorrow」を制作したところ、良い作品が出来そうだったのでメンバーを集めて本格的なアルバム作りに入った。エンジニアのトム・デュラック経由でドラムのスティーヴン・ウルフの、興味を持っていた佐久間の打診でベースのミック・カーンの参加が決まった。
活動コンセプトは佐久間が1970年代末のニュー・ウェイヴムーブメントを「変革の時期であり、プラスチックス・ディーヴォ・クラフトワーク等どんどん新しいものが同時多発的に生まれていった。しかもその変革が暴力的ではなく、かわいらしく楽しく、要するにポップだった。あの雰囲気をまた起こしたい」と称したことから創作意欲が湧き上がったことで始まった。
最初はアメリカで活動する構想もあったためアメリカのマーケットも考えてバンドを組んだが、佐久間曰く「大人の事情」（YUKIがソニーでケイトはワーナー所属）により、作品のリリースとツアー活動は日本だけにとどまった。

## メンバー
- YUKI - ボーカル、作詞、作曲
- ケイト・ピアソン - ボーカル、作詞、作曲
- 佐久間正英 - ギター、キーボード、ベース、作曲
- 島武実

### サポートメンバー
- ミック・カーン - ベース
- スティーブン・ウルフ - ドラムス、パーカッション
- そうる透 - ドラムス（シングル「Happy Tomorrow」のレコーディング）

## ディスコグラフィー

### シングル
- Happy Tomorrow（1999年7月14日）
- Aurora Tour（1999年10月14日）

### アルバム
- NiNa（1999年11月1日）

## タイアップ一覧
| 年     | 曲名           | タイアップ                                                                    |
| ------ | -------------- | ----------------------------------------------------------------------------- |
| 1999年 | Happy Tomorrow | WOWOWアニメ『アークザラッド』前期エンディングテーマ（第1話 - 第12話、第26話） |
| 1999年 | Happy Tomorrow | フジテレビ系ドラマ『彼女たちの時代』主題歌                                    |
| 1999年 | Aurora Tour    | TBS系『新・ウンナンの気分は上々。』エンディングテーマ                         |
| 1999年 | Rest In Peace  | WOWOWアニメ『アークザラッド』後期エンディングテーマ（第13話 - 第26話）        |
| 1999年 | Route 246      | 三菱自動車「RVR」CMソング                                                     |